# 象限角

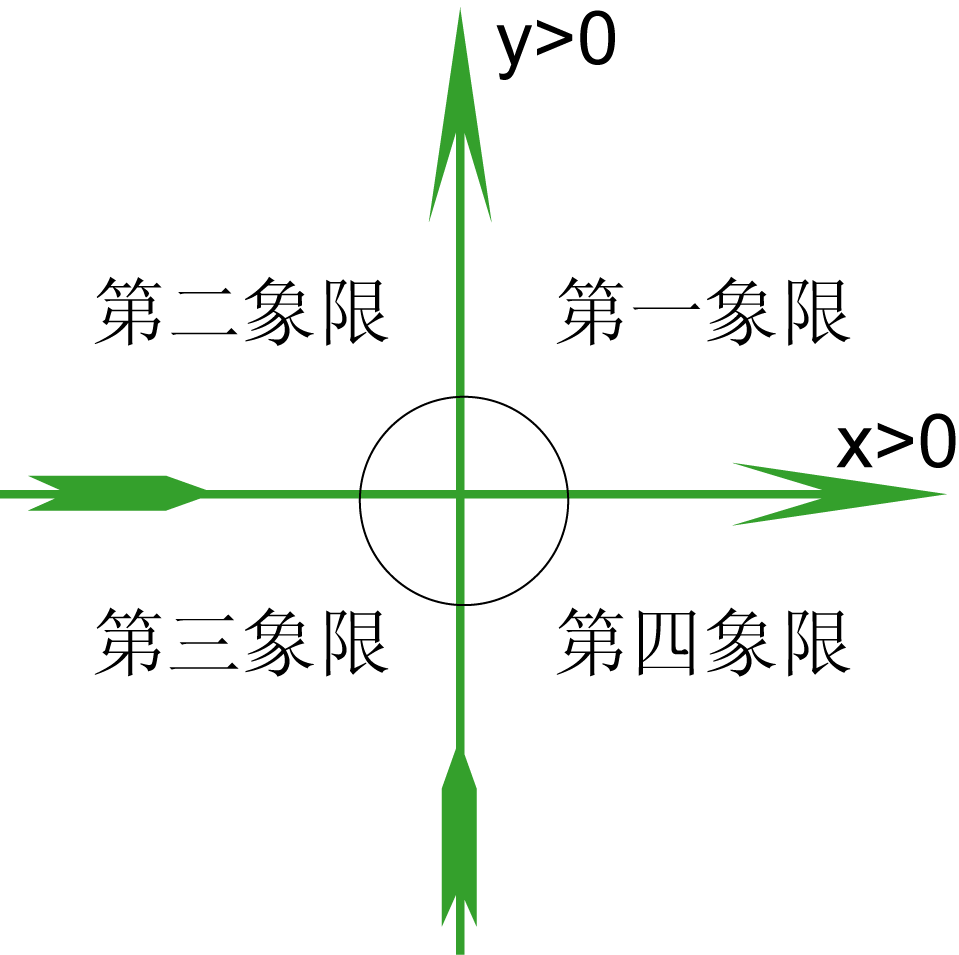
象限角图示

直角坐標系的四個象限

## 設定
- x軸和y軸，或者，實數軸和虛數軸，數值均為正數的象限為「第一象限」。
- 「第一象限」的x軸為 0° 或 0 rad ，採用純數字的角度或弧度作度大小。（後者多過前者。）
- 由「第一象限」的 0° 或 0 rad 作逆時針轉動，為正增加角度度數。
- 一圈之內，共有四個象限，或 360° ，或 2π rad 。

| 名稱     | 羅馬數字表示 | 明確表示 （X,Y） |
| -------- | ------------ | ---------------- |
| 第一象限 | Ⅰ            | （+,+）          |
| 第二象限 | Ⅱ            | （-,+）          |
| 第三象限 | Ⅲ            | （-,-）          |
| 第四象限 | Ⅳ            | （+,-）          |

## 三角學應用

每個像限中的三角函數符號

當一個三角形的鄰邊、對邊和斜邊比例和象限位置改變時，最常用的三角函數數值：正弦、餘弦和正切，也會有不同的正負值。
- 第一象限的 A 即是 All （全部皆正）。
- 第二象限的 S 即是 Sine （只有正弦為正）。
- 第三象限的 T 即是 Tangent （只有正切為正）。
- 第四象限的 C 即是 Cosine （只有餘弦為正）。

## 參阅
- 卦限
- 方位角
- 座標系統

## 外部連結
- 埃里克·韦斯坦因. . MathWorld.
- Quadrant at PlanetMath.